# Геоглиф

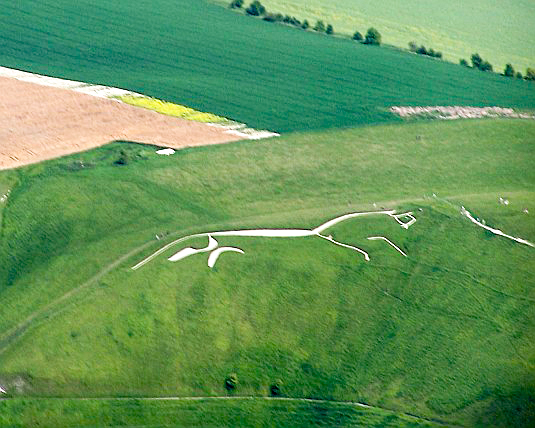
Доисторическая лошадь из Уффингтона — самый знаменитый геоглиф Европы.

Гео́глиф — нанесённый на землю геометрический или фигурный узор, как правило, длиной свыше 4 метров. Многие геоглифы настолько велики, что их можно рассмотреть только с воздуха (наиболее известный пример — геоглифы Наски).
Существует несколько способов создания геоглифов: путём снятия верхнего слоя почвы по периметру узора, путём насыпания щебня там, где должна пройти линия узора, путём высаживания деревьев (лесоглиф), формирующих необходимый рисунок. К использованию геоглифов в художественных целях прибегают и в наши дни.

## История
Геоглифы Наски представляют собой группу геоглифов, которые состоят из различных геометрических фигур и рисунков. Они находятся на плато Наска в Перу. Археологи считают, что эти геоглифы были созданы между 400 годом до нашей эры и 650 годом нашей эры цивилизацией Наска, которая заселяла это плато до II века нашей эры. Результаты последнего (2023) исследования были опубликованы в «Journal of Archaeological Science». В рамках этого исследования нейросеть успешно распознала три новые фигуры.

### Современные геоглифы

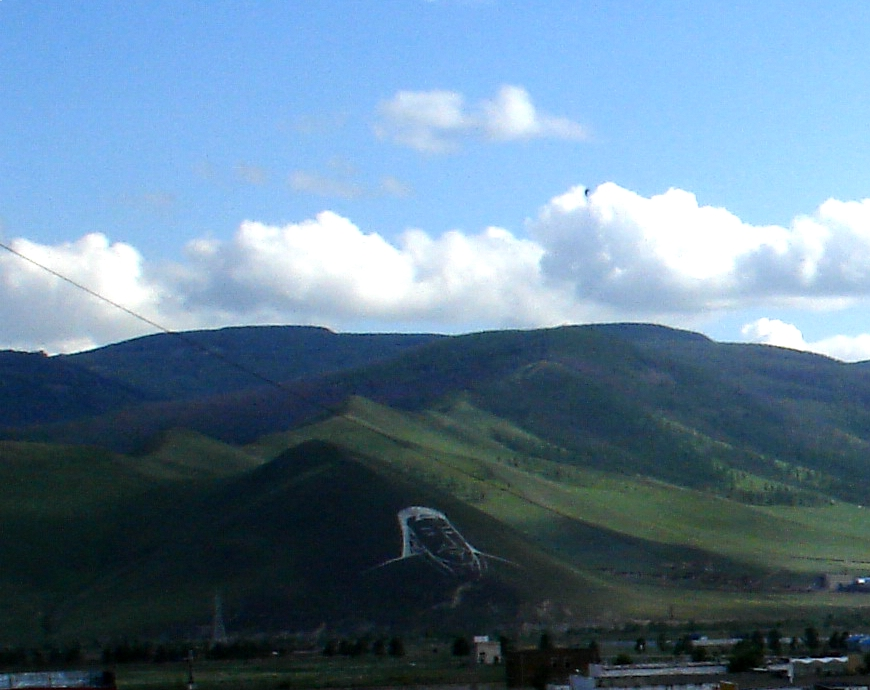
Изображение Чингисхана на горе Богд-Хан Уул

Современные геоглифы «украшают», например, многие склоны Перу. Это в основном тексты различного содержания — от лозунга «Да здравствует Перу!», расположенного на склонах у города Куско, до избирательных призывов или рекламы.
По случаям годовщин создания СССР, Октябрьской социалистической революции, Дня победы, а также 100-летия со дня рождения В. И. Ленина в СССР было создано много надписей из живых деревьев в честь этих событий. Несомненно, к современным геоглифам относится австралийский Человек Марри.
В 2009 году недалеко от столицы Монголии Улан-Батора, на горном массиве Богдо, создан огромный геоглиф с изображением головы Чингисхана (см. на Google maps).
В Белгородской области России существуют следующие, высаженные из древесных пород, геоглифы к памятным датам: «70 лет Победы», «75 лет Прохоровского танкового сражения» и «100 лет Белгородской области».
В Красноярском крае России получили известность геоглифы Эвенкийского района.

## Распространение

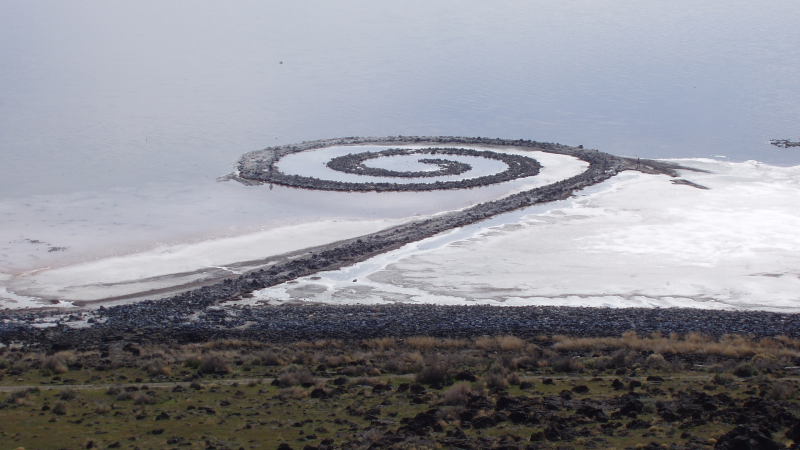
Современный геоглиф (или гидроглиф) Роберта Смитсона у побережья Большого Солёного озера

В Южной Америке наиболее известные из геоглифов — линии и рисунки плато Наски, расположенного в Перу. Можно сказать, что они продолжаются и на соседнем к Наска несколько менее известном плато Пальпа. Из отдельных изображений наиболее известны, например, «Гигант из пустыни Атакама» и «канделябр» на полуострове Паракас. На боливийском Альтиплано, в районе вулкана Сахама, имеется гигантская сеть «линий Сахама» («сахамских линий»), которую образуют протяжённые прямые линии (наблюдаемые также и шире по плато). Имеется также несколько широких подпрямоугольных геоглифов.
В Северной Америке имеются немногочисленные геоглифы близ города Блайт в Калифорнии.
Крупные рисунки на грунте имеются в Англии, например, вырезанные на склонах меловых холмов «Белая лошадь» и «Великан»).
В России, на Урале, в Челябинской области, недавно был обнаружен выложенный камнями геоглиф «Лось». В Самарской области геоглиф в виде рвов «Медведь» координаты 52.451529, 50.390000 (52°27'05.5"N 50°23'24.0"E)
В популярных СМИ часто к геоглифам относят древние крупные геометрические объекты в степях Казахстана, которые являются курганными памятниками разнообразной конфигурации и конструкции.
В Великобритании имеется множество геоглифов, созданных в древности (Уффингтонская белая лошадь), средневековье (Длинный человек из Уилмингтона, Великан) и современности.